# Phoma opuntiicola
Phoma opuntiicola är en lavart som beskrevs av Boerema, Gruyter & Noordel. 1992. Phoma opuntiicola ingår i släktet Phoma, ordningen Pleosporales, klassen Dothideomycetes, divisionen sporsäcksvampar och riket svampar.   Inga underarter finns listade i Catalogue of Life.